# Japonicrambus bilineatus
Japonicrambus bilineatus är en fjärilsart som beskrevs av Okano 1958. Japonicrambus bilineatus ingår i släktet Japonicrambus och familjen Crambidae. Inga underarter finns listade i Catalogue of Life.